# Monika Zehrt
Monika Zehrt (Riesa, 29 settembre 1952) è un'ex velocista tedesca, specializzata nei 400 metri piani e vincitrice di due medaglie d'oro ai Giochi olimpici di Monaco 1972.

## Biografia
Durante la propria carriera ha vinto due medaglie d'oro ai Giochi olimpici di Monaco di Baviera 1972, nei 400 m piani e nella staffetta 4×400 metri, nonché la medaglia d'oro nella staffetta 4×400 m ai Campionati europei di Helsinki nel 1971.
Ha stabilito 4 record mondiali, una volta nei 400 m piani e tre volte con la 4×400 m:
- 400 metri piani: 51"0 (eguagliato) ( Parigi, 4 agosto 1972)
- Staffetta 4×400 metri: 3'29"28 ( Helsinki, 15 agosto 1971)
- Staffetta 4×400 metri: 3'28"48 ( Monaco di Baviera, 9 settembre 1972)
- Staffetta 4×400 metri: 3'22"95 ( Monaco di Baviera, 10 settembre 1972)

## Palmarès
| Anno | Manifestazione  | Sede     | Evento      | Risultato | Prestazione | Note            |
| ---- | --------------- | -------- | ----------- | --------- | ----------- | --------------- |
| 1971 | Europei         | Helsinki | 4×400 m     | Oro       | 3'29"30     |                 |
| 1972 | Giochi olimpici | Monaco   | 400 m piani | Oro       | 51"08       | Record olimpico |
| 1972 | Giochi olimpici | Monaco   | 4×400 m     | Oro       | 3'22"95     | Record mondiale |

## Altre competizioni internazionali
1970
- Coppa Europa di atletica leggera ( Budapest)

1973
- Coppa Europa di atletica leggera ( Edimburgo)